# 그린 나이트 (영화)
《그린 나이트》(영어: The Green Knight)는 2021년 개봉한 미국의 중세 판타지 영화이다. 데이비드 라워리 감독의 작품으로, 중세 서사시 〈가웨인 경과 녹기사〉를 영화화하였다. 데브 파텔이 주인공 가웨인 경을 맡았고, 이외에 조엘 에저턴, 배리 키오건, 알리시아 비칸데르, 숀 해리스, 랠프 아인슨이 출연한다. 원래 2020년 5월 29일에 개봉 예정이었으나, 코로나19 범유행으로 인해 연기되어 2021년 7월 30일에 개봉되었다.

## 출연
- 데브 파텔 - 가웨인
- 조엘 에저턴 - 성주
- 랠프 아인슨 - 녹기사
- 알리시아 비칸데르 - 이셀 / 성주 부인
- 에린 켈리먼 - 윈프레드
- 케이트 디키 - 여왕
- 숀 해리스 - 아서 왕
- 사리타 슈드후리 - 가웨인의 모친
- 배리 키오건 - 스캐빈저

## 같이 보기
- 브리튼 이야기